# 금수연화려모험
《금수연화려모험》(중국어 간체자: 锦绣缘华丽冒险, 정체자: 錦繡緣華麗冒險, 병음: Jǐn xiù yuán huá lì mào xiǎn 지슈위안화리마오셴[*], 영어: Cruel Romance 크루얼 로맨스[*])은 2015년 방송되었던 중국의 드라마이다.

## 소개
- 1930년대 상하이시를 배경으로 기구한 운명에 휘말린 여자와 상해를 주름잡고 있는 암흑가 보스의 파란만장하고 애절한 사랑 이야기

## 등장 인물
- 황샤오밍 : 좌진(左震) 역
- 진교은 : 영금수(榮錦繡) / 오노 요코(大野洋子) 역
- 차오런량 : 향영동(向英東) 역
- 뤼자룽 (吕佳容) : 은영주(殷明珠) 역
- 사군호 (謝君豪) : 향한천(向寒川) 역
- 치지 (戚迹) : 마에다 타키이치(前田瀧一) 역